# Swetly Jar (Wolgograd)
Swetly Jar (russisch Све́тлый Яр) ist eine Siedlung städtischen Typs in der Oblast Wolgograd (Russland) mit 12.537 Einwohnern (Stand 14. Oktober 2010).

## Geographie
Die Siedlung liegt gut 30 km südöstlich des Zentrums des Oblastverwaltungszentrums Wolgograd und knapp 10 km von dessen südöstlicher Stadtgrenze entfernt am rechten Ufer der dort 1,7 km breiten Wolga.
Swetly Jar ist Verwaltungszentrum des Rajons Swetlojarski und Sitz der Stadtgemeinde Swetlojarskoje gorodskoje posselenije, zu der außerdem die Siedlungen Krasnoflotski (4 km westlich) und Sadowy (8 km westlich) sowie die am jenseitigen Wolgaufer gelegenen Weiler (chutor) Barbaschi (6 km nordwestlich) und Gromki (8 km ostnordöstlich) gehören.

## Geschichte
Der Ort wurde vor 1793 als Fischersiedlung gegründet, zunächst unter dem Namen Lutschki. Bald darauf erhielt er den heutigen Namen, von russisch swetly für hell und jar für ein steiles Flussufer.
1950 wurde die Siedlung Verwaltungssitz des seit 1928 bestehenden Krasnoarmeiski rajon, dessen ursprüngliches, namensgebendes Zentrum Krasnoarmeisk 1931 in das damalige Stalingrad eingemeindet worden war. 1959 erhielt Swetly Jar den Status einer Siedlung städtischen Typs, 1960 wurde der Rajon nach der Siedlung umbenannt.

### Bevölkerungsentwicklung
| Jahr | Einwohner |
| ---- | --------- |
| 1959 | 3.806     |
| 1970 | 5.039     |
| 1979 | 10.251    |
| 1989 | 11.307    |
| 2002 | 13.102    |
| 2010 | 12.537    |

Anmerkung: Volkszählungsdaten

## Verkehr
Südlich an der Siedlung führt die föderale Fernstraße R22 Kaspi (ehemals M6) vorbei, die südlich von Moskau beginnt und nach Wolgograd und von dort weiter das rechte Wolgaufer hinab bis Astrachan verläuft.
Bei einem Gewerbegebiet und Treibstofflager zwischen Swetly Jar und Krasnoflotski endet eine Güteranschlussstrecke, die beim Bahnhof Sarepta (auf Wolgograder Stadtgebiet) von der Strecke Wolgograd – Tichorezkaja abzweigt.

## Söhne und Töchter der Stadt
- Julija Saripowa (* 1986), Hindernis- und Langstreckenläuferin